# 筑豊中間駅
筑豊中間駅（ちくほうなかまえき）は、福岡県中間市東中間一丁目にある筑豊電気鉄道筑豊電気鉄道線の駅である。駅番号はCK13。

## 歴史
- 1956年（昭和31年）3月21日：貞元（現：熊西） - 当駅間の開業に際し、当初の終点駅として開業[1]。
- 1958年（昭和33年）4月29日：木屋瀬までの延伸により中間駅となる[2]。

## 駅構造
相対式ホーム2面2線を持つ築堤上の高架駅。無人駅だが、かつては定期券発売所が設置されていた。開業当初の駅跡地は工事用車両などの車庫として使われている。
| ホーム | 路線        | 行先                 | 備考 |
| ------ | ----------- | -------------------- | ---- |
| 1      | ■筑豊電鉄線 | 楠橋・筑豊直方方面   |      |
| 2      | ■筑豊電鉄線 | 永犬丸・黒崎駅前方面 |      |

付記事項
- 実際には上記ののりば番号標はない、上記の番号は列車運転指令上の番線番号である。
- 駅の直方側に折返し用のポイントがあり、休日ダイヤ時を除く日中は黒崎駅前から来た列車のおよそ半数はここで折り返す。

## 利用状況
2021年度の1日平均乗降人員は847人である。
近年の1日平均乗降人員は下表のとおりである。
| 年度               | 1日平均 乗降人員 |
| ------------------ | ---------------- |
| 2008年（平成20年） | 1,278            |
| 2009年（平成21年） | 1,186            |
| 2010年（平成22年） | 986              |
| 2011年（平成23年） | 1,023            |
| 2012年（平成24年） | 1,023            |
| 2013年（平成25年） | 999              |
| 2014年（平成26年） | 947              |
| 2015年（平成27年） | 928              |
| 2016年（平成28年） | 929              |
| 2017年（平成29年） | 912              |
| 2018年（平成30年） | 875              |
| 2019年（令和元年） | 874              |
| 2020年（令和2年）  | 721              |
| 2021年（令和3年）  | 847              |

## 駅周辺
- にしてつストア レガネット中間
- 中間市立中間東小学校
- 中間市役所
- 惣社宮[5]
- 菖蒲園「清風荘」
- 堀川の中間唐戸
- 旧国鉄香月線新手駅跡
- 福岡県道61号小倉中間線

### バス路線
- 西鉄バス（西鉄バス北九州）
  - 「筑鉄中間駅」停留所 - 駅前レガネット前の道路上に分散して設置されている。
    - レガネット前
      - 61：塔野口・通谷方面
      - 67：（塔野口・通谷経由）岩瀬・中鶴・中間駅西口・新手方面
      - 61,67,74,74-1,74-2：弥生 → 大辻 → 香月営業所

    - レガネット向かい
      - 61：鳥森・JR中間駅前・中間ハーモニーホール・通谷方面（循環）
      - 67：新手・中間駅西口・中鶴・岩瀬方面（循環）

    - レガネットア北側
      - 74：犬王 → 泉ケ浦 → 折尾駅西口
      - 74-1,74-2：犬王 → 泉ケ浦(74-1)/宮の谷(74-2) → 則松 → 皇后崎 → 西鉄黒崎バスセンター → 熊手四ツ角

## 隣の駅
筑豊電気鉄道
■筑豊電気鉄道線
東中間駅 (CK12) - 筑豊中間駅 (CK13) - 希望が丘高校前駅 (CK14)